# Universidad Internacional Menéndez Pelayo
La Universidad Internacional Menéndez Pelayo (UIMP) è la prima e più antica università spagnola per stranieri. La UIMP infatti è sorta nel 1933 su proposta del ministro della Pubblica Istruzione Fernando de los Ríos, con la denominazione iniziale di "Universidad Internacional de Verano de Santander". Il primo segretario generale fu il poeta e professore Pedro Salinas, vero ispiratore di questa nuova istituzione universitaria. Le attività dell'Università internazionale si interruppero per la guerra civile, e ripresero nell'estate del 1939, quando l'organizzazione fu affidata alla Società Menéndez Pelayo, un'associazione culturale che ha come scopo la promozione dello studio sull'opera di Marcelino Menéndez Pelayo, un erudito spagnolo del XIX secolo. Nel 1945 fu creata, per decreto del governo, la Universidad Internacional Menéndez Pelayo alla quale nel 1949 l'erede al trono di Spagna, Giovanni di Borbone, concesse come sede universitaria il Palacio de la Magdalena (Santander).
Le attività accademiche tradizionali sono costituite da corsi estivi tenuti nella prestigiosa sede del palazzo della Magdalena a Santander, e corsi di spagnolo per stranieri che si tengono durante tutto l'anno nel campus universitario di Las Llamas, sempre a Santander e che attirano ogni anno centinaia di studenti provenienti da ogni parte del mondo.
Nel corso degli ultimi anni l'offerta formativa si è arricchita una serie di master tra i quali: Master in Insegnamento della lingua spagnola (in collaborazione con l'Istituto Cervantes), Master sulle energie rinnovabili, master sull'Economia e Finanza.
La UIMP eroga i propri corsi anche in altre città spagnole: Barcellona, Valencia, Siviglia, Santa Cruz de Tenerife, La Coruña, Cuenca, La Línea de la Concepción e Pirenei).

## Rettori
- Ramón Menéndez Pidal: 1933-1934.
- Blas Cabrera Felipe: 1934-1936.
- Ciriaco Pérez Bustamante: 1947-1968.
- Florentino Pérez Embid: 1968-1974.
- Francisco Ynduráin: 1974-1980.
- Raúl Morodo: 1980-1983.
- Santiago Roldán: 1983-1989.
- Ernest Lluch: 1989-1995.
- José Luis García Delgado: 1995-2005.
- Luciano Parejo: 2005-2006.
- Salvador Ordóñez: 2006-2013.
- César Nombela: 2013-2017.
- Emilio Lora-Tamayo: 2017- presente.

## Galleria d'immagini

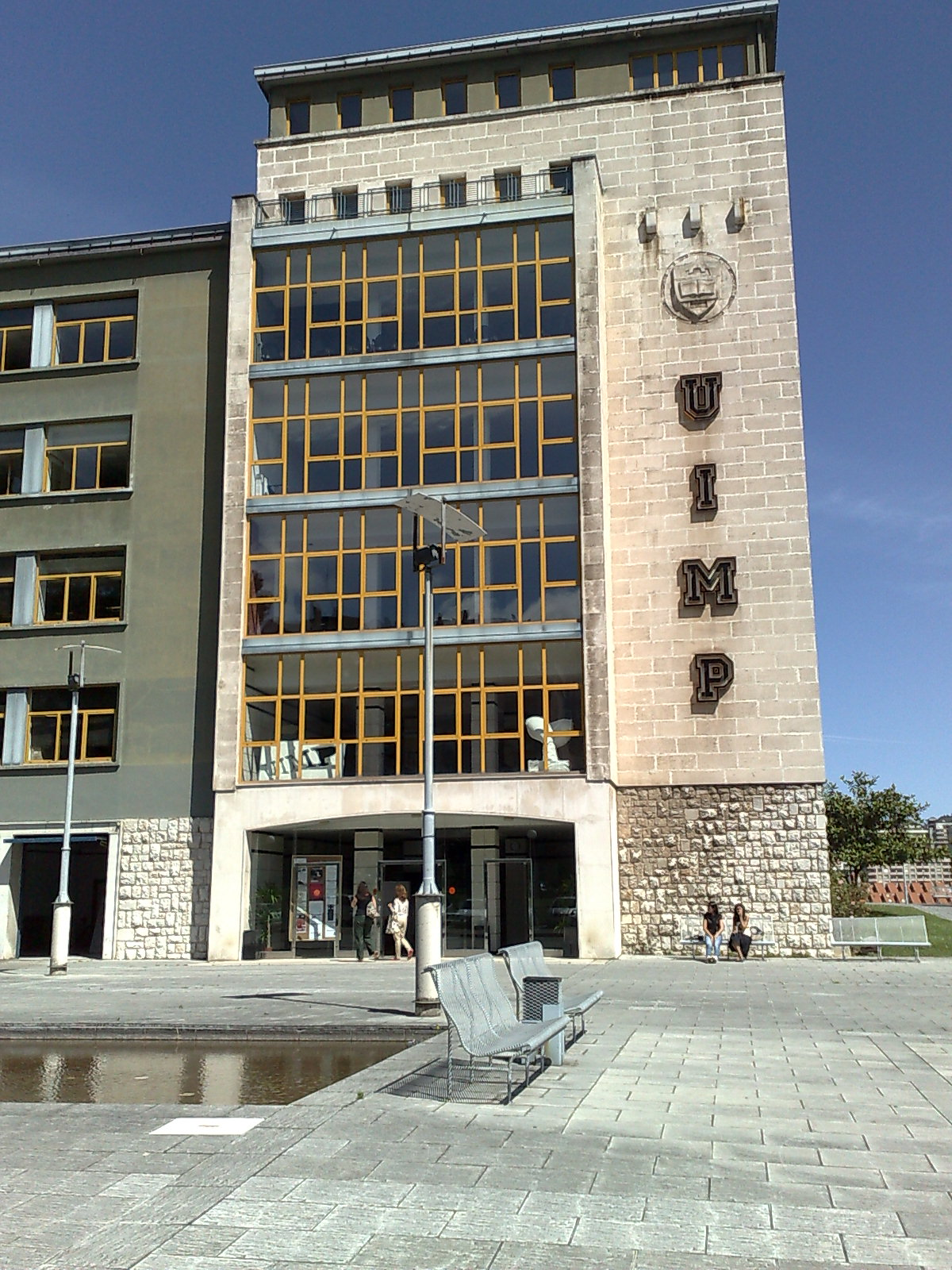
Sede dei corsi di lingua
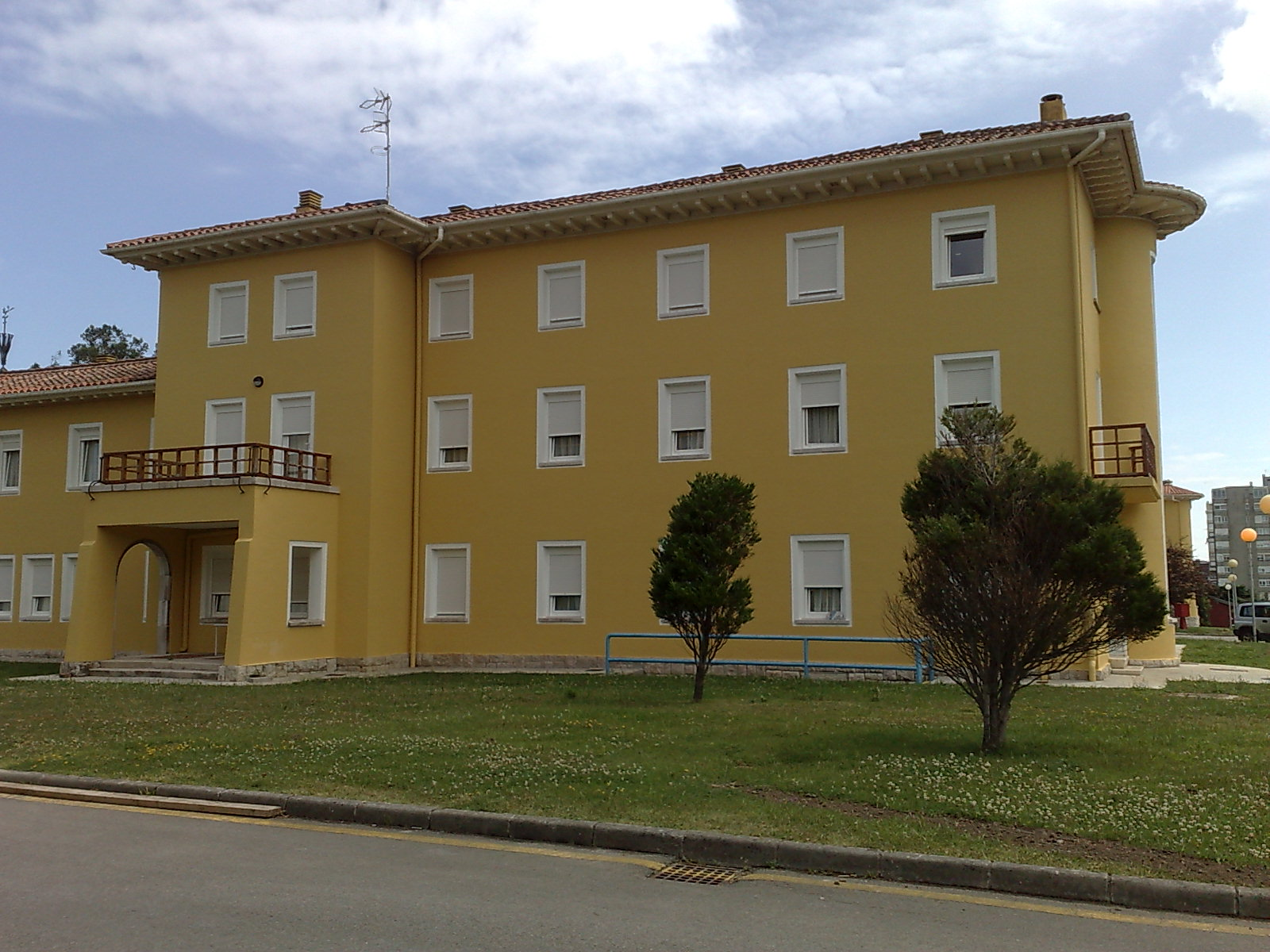
Campus di las Llamas
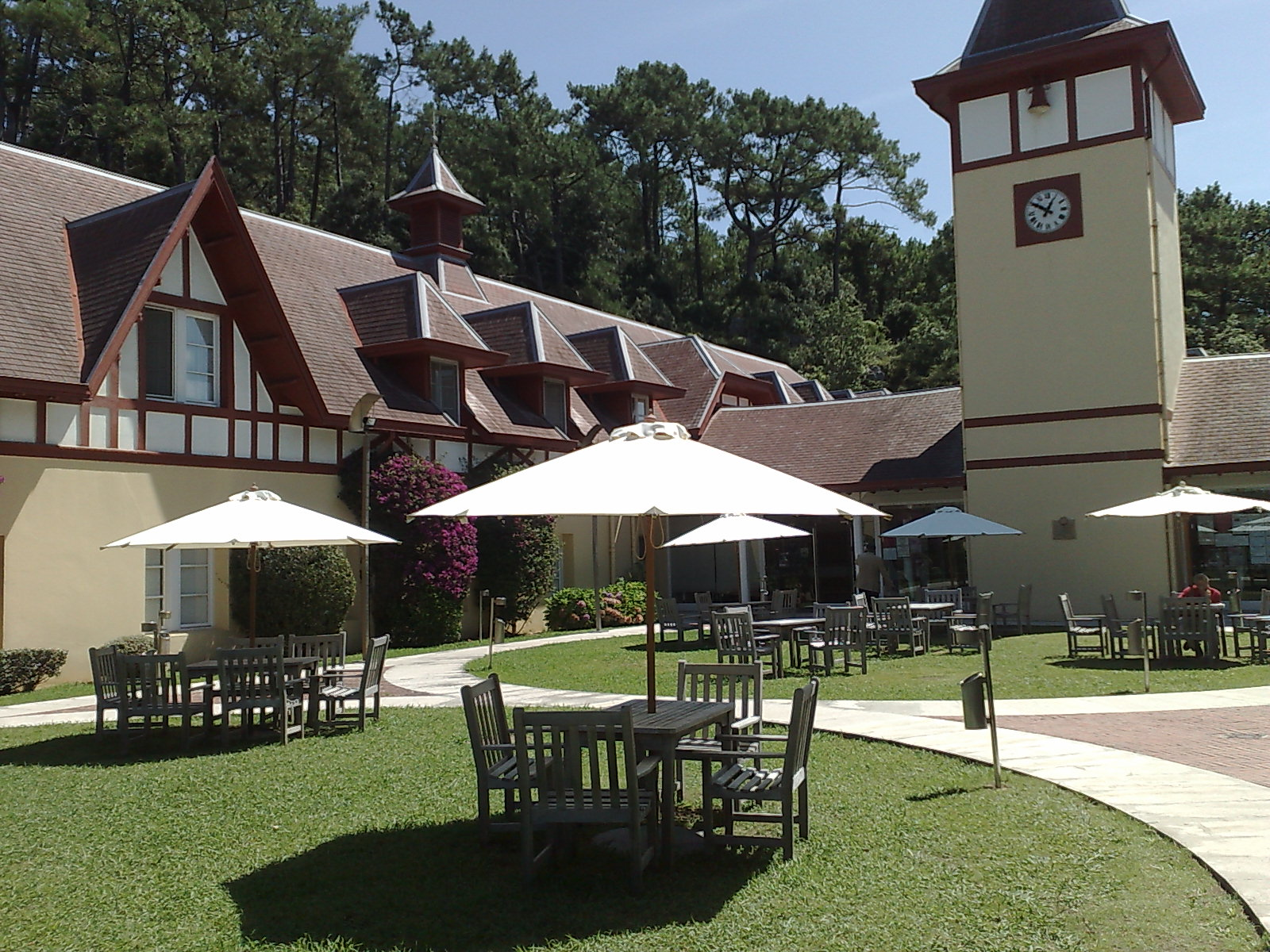
Caballerizas
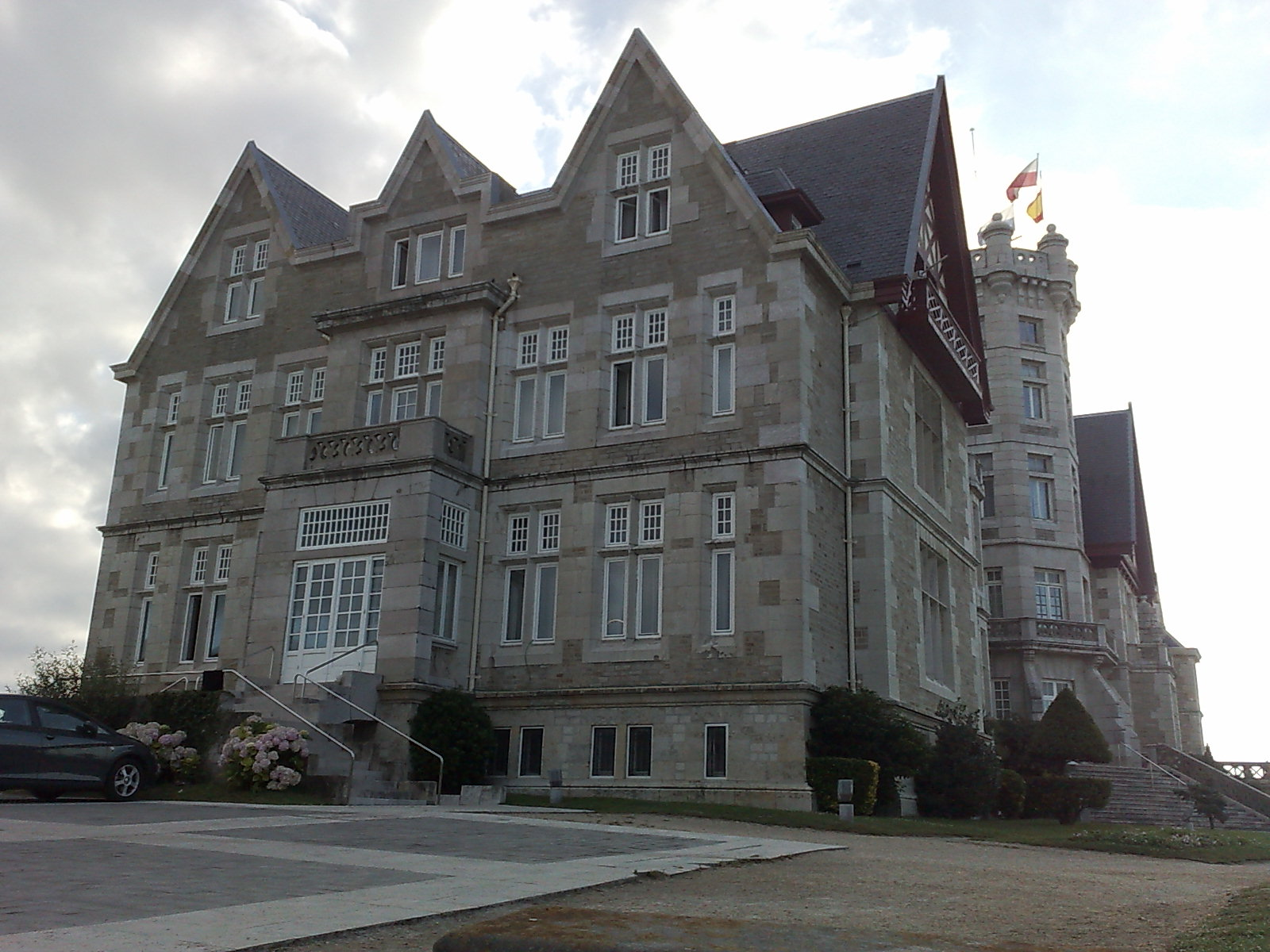
Palazzo della Madgalena